# Dmitrij Golicyn (1665–1737)
Dymitr Michajłowicz Golicyn (ros. Дмитрий Михаиловнч Голицын, ur. 1665, zm. 1737) – rosyjski dyplomata zwany Starszym w odróżnieniu od Dymitra Michajłowicza Golicyna Młodszego (1721-1793), pochodzący z rodu książąt Golicyn.
Wysyłany jako ambasador Rosji do Polski i Saksonii. W 1714 został ambasadorem Rosji w Berlinie.

## Literatura
- Amburger, Behördenorganisation Russlands.